# 1989年スペイン総選挙
1989年スペイン総選挙（1989ねんすぺいんそうせんきょ）は、スペインの国会を構成する議員を選出するために1989年10月29日行なわれた総選挙である。スペイン上院とスペイン下院の両院で選挙が行われたが、本稿では下院の選挙結果についてのみ取り上げる。

## 概要
投票日：1989年10月29日
- 首相：フェリーペ・ゴンサーレス（社会労働党）
- 定数：350議席
- 選挙制度[1]：県単位（52県）の比例代表制（350議席）

1. 選挙区定数は人口比例で配分される。但し、アフリカ地域の2県（セウタ・メリリャ）は定数1の小選挙区制
2. 投票は政党あるいはその連合のリストを選択する。個人候補は認められない。
3. 各リストへの議席配分は、県単位のドント式で実施するが、得票率が3％未満のリストは議席配分の対象外となる。

- 有権者数：29,604,055名
- 投票率：69.74％

| 党派                          | 得票数    | 得票率 （%） | 議席数 |
| ----------------------------- | --------- | ------------ | ------ |
| 社会労働党（PSOE）            | 8,115,568 | 39.60        | 175    |
| 国民党（PP）                  | 5,285,972 | 25.79        | 107    |
| 集中と統一（CiU）             | 1,032,243 | 5.04         | 18     |
| 統一左翼（IU）                | 1,858,588 | 9.07         | 17     |
| 民主社会中道党（CDS）         | 1,617,716 | 7.89         | 14     |
| バスク民族主義党（EAJ-PNV）   | 254,681   | 1.24         | 4      |
| エリ・バタスナ（HB）          | 217,278   | 1.06         | 4      |
| アンダルシーア主義党（PA）    | 212,687   | 1.04         | 2      |
| バレンシア連合（UV）          | 144,924   | 0.71         | 2      |
| バスク連帯（EA）              | 136,955   | 0.67         | 2      |
| バスク左翼（EE）              | 105,238   | 0.67         | 2      |
| アラゴン地方主義党（PAR）     | 71,733    | 0.35         | 1      |
| カナリア諸島無所属連合（AIC） | 64,767    | 0.32         | 1      |
| 合計                          |           |              | 350    |

有効得票数：20,493,682票
注：議席を得ることができなかった政党や政党連合については省略した。